# Hechtia galeottii
Hechtia galeottii är en gräsväxtart som beskrevs av Carl Christian Mez. Hechtia galeottii ingår i släktet Hechtia och familjen Bromeliaceae. Inga underarter finns listade i Catalogue of Life.

## Bildgalleri

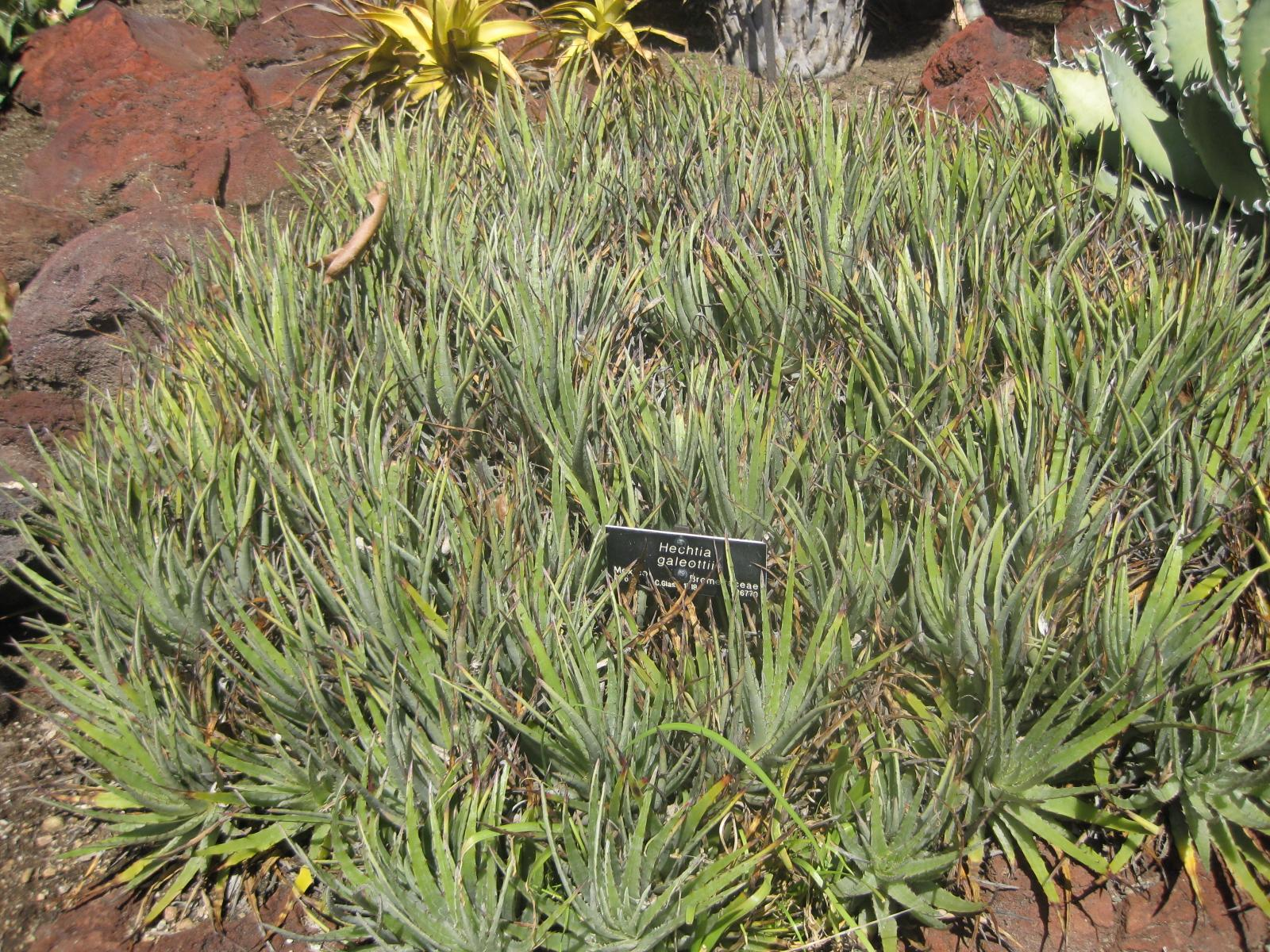